# ガンズくん
ガンズくんは、Jリーグ・松本山雅FCのマスコットキャラクター。

## 概要
長野県の鳥「ライチョウ」がモチーフ。名前は、チームの愛称である「ターミガンズ（英語で『ライチョウ』の意）」の略称「ガンズ」に由来している。
2012年6月2日、松本山雅FCのオフィシャルマスコットに就任。就任に関し、ガンズくんは「サポーターのみなさんこんにちは。ぼく、遂にオフィシャルマスコットに就任したよ！ウフフ。松本山雅FCのために、全力をつくすよ。みなさん、応援をよろしくお願い致します！！」とコメントした。松本山雅FCをこよなく愛しており、持ち前のパワーと元気さを活かし、いつもスタジアムでチームやサポーターを元気づけている。当初の背番号は、クラブの創設年である1965であったが、のちに12に変更された。

## プロフィール
- 性格 : 明るくて誰にでも優しく、忘れ物をよくするうっかり屋さん。マイペースである一方、好奇心旺盛でいたずら好きな一面がある。
- カラオケの十八番 : 信濃の国。
- 好きな食べ物 : リンゴ、そば、山賊焼き(共食いだが、気にしていない)。
- 趣味 : そば打ち。
- 特技 : ガンズダンス（練習中）。
- 好きなコト : サッカーをするコト、お昼寝。
- 嫌いなモノ : 雷。
- 自慢 : ライチョウそば打ち大会で日本一を受賞したこと。
- ストレス解消法 : 北アルプスの壮大な景色を眺め、のほほんとすること。